# Pseudochordaceae
Famille
Les Pseudochordaceae sont une famille d’algues brunes de l’ordre des Laminariales.

## Étymologie
Le nom vient du genre type Pseudochorda, du grec ψευδο /  pseudo, faux, et χορδή / chordí, corde. Cependant, dans le cas présent, le nom fait référence, non pas à la fronde de l'algue « en forme de corde », mais au genre Chordaria de la famille des Chordariaceae. Pseudochorda signifie donc « faux chordaria », et, en toute logique aurait donc dû être appelé Pseudochordaria et la famille Pseudochordariaceae.
Cependant le genre Pseudochorda créé depuis 1958, ne fut séparé des Chordariaceae qu'en 1985 par des phycologues japonais ; la nouvelle famille créée pour y « accueillir » les Pseudochorda ne pouvait donc s'appeler que Pseudochordaceae.  

## Liste des genres
Selon AlgaeBase (23 août 2017) et World Register of Marine Species (23 août 2017) :
- Pseudochorda Yamada, Tokida & Inagaki, 1958